# Кери Елвес
Иван Симон Кери Елвес (енгл. Ivan Simon Cary Elwes; Вестминстер, Лондон, 26. октобар 1962) енглески је глумац српског, хрватско-јеврејског и англо-ирског порекла. Најпознатији је по улози Вестлија у Принцези невести (1987) и др Лоренса Гордона у серијалу хорор филмова Слагалица страве. Осим тога, Елвес је познат по водећим улогама у многим комерцијално успешним филмовима, међу којима су: Слава (1989), Дани грома (1990) Усијане главе! (1991), Брем Стокеров Дракула (1992), Робин Худ: Мушкарци у хулахопкама (1993), Књига о џунгли (1994), Торнадо (1996), Пољуби девојке (1997), Зачарана Ела (2004) и Без обавеза (2011).
Од телевизијских појављивања, најпознатије су му улоге у ТВ серијама Досије икс, Сајнфелд, Ред и закон: Одељење за специјалне жртве, Фрикови и Чудније ствари.

## Биографија
Рођен је у Вестминстеру као најмлађи син сликара, Доминика Елвеса, и дизајнерке ентеријера, Тесе Кенеди. Има два старија брата, Касијана и Демијена, као и млађу полусестру Милицу, која је преминула у марту 2021. Елвес је по мајчиној страни српског и хрватско-јеврејског порекла, а по очевој англо-ирског и шкотског. Завршио је Сара Лоренс Колеџ у Јонкерсу.
Од 2000. оженио је фотографкињу Лису Мери Курбиков са којом има једну ћерку.
По политичком опредељењу, Елвес је демократа.

## Филмографија
| Улоге Керија Елвеса |                                          |               |                                     |                    |
| Година              | Српски назив                             | Изворни назив | Улога                               | Напомена           |
| 1979.               | Јучерашњи херој                          |               | диско играч                         |                    |
| 1984.               | Друга земља                              |               | Џејмс Харкорт                       |                    |
| 1986.               | Лејди Џејн                               |               | Лорд Гилфорд Дадли                  |                    |
| 1987.               | Принцеза невеста                         |               | Вестли                              |                    |
| 1989.               | Слава                                    |               | мајор Кејбот Форбс                  |                    |
| 1990.               | Дани грома                               |               | Рас Вилер                           |                    |
| 1991.               | Усијане главе!                           |               | поручник Кент Грегори               |                    |
| 1992.               | Брем Стокеров Дракула                    |               | Лорд Артур Холмвуд                  |                    |
| 1993.               | Робин Худ: Мушкарци у хулахопкама        |               | Робин Худ                           |                    |
| 1994.               | Књига о џунгли                           |               | капетан Вилијам Бун                 |                    |
| 1994.               | Потера без милости                       |               | Стив Хорсгруви                      |                    |
| 1996.               | Торнадо                                  |               | др Џонас Милер                      |                    |
| 1996.               | Сајнфелд                                 |               | Дејвид Лукнер                       | ТВ серија          |
| 1997.               | Пољуби девојке                           |               | детектив Ник Раскин                 |                    |
| 1997.               | Лажов, лажов                             |               | Џери                                |                    |
| 1998.               | Чаробни мач: У потрази за Камелотом      |               | Гарет                               | глас               |
| 1998.               | ОД Земље до Месеца                       |               | Мајкл Колинс                        | ТВ серија          |
| 1998.               | Херкул                                   |               | Парис од Троје                      | ТВ серија, глас    |
| 1999.               | Бетмен у будућности                      |               | Пакстон Пауерс                      | ТВ серија, глас    |
| 2000.               | Сенка вампира                            |               | Фриц Арно Вагнер                    |                    |
| 2001.               | Највећа холивудска тајна                 |               | Томас Х. Инс                        |                    |
| 2001—2002.          | Досије икс                               |               | помоћник директора ФБИ, Бред Фолмер | ТВ серија          |
| 2003.               | Порко Росо                               |               | Доналд Кертис                       | глас               |
| 2004.               | Слагалица страве                         |               | др Лоренс Гордон                    |                    |
| 2004.               | Зачарана Ела                             |               | сер Едгар                           |                    |
| 2004.               | Речни човек                              |               | Тед Банди                           |                    |
| 2005.               | Едисон                                   |               | Џек Ригерт                          |                    |
| 2005.               | Краљевство мачака                        |               | барон Хамберт вон Гикинген          | глас               |
| 2005.               | Слагалица страве 2                       |               | др Лоренс Гордон                    | архивски снимци    |
| 2006.               | Шапај срца                               |               | барон Хамберт вон Гикинген          | глас               |
| 2006.               | Слагалица страве 3                       |               | др Лоренс Гордон                    | архивски снимци    |
| 2007.               | Џорџијин закон                           |               | Арнолд                              |                    |
| 2007.               | Ред и закон: Одељење за специјалне жртве |               | Сидни Трукс                         | ТВ серија          |
| 2009—2014.          | Фрикови                                  |               | Пјер Десперо                        | ТВ серија          |
| 2009.               | Божићна прича                            |               | више ликова                         | глас               |
| 2010.               | Слагалица страве 7                       |               | др Лоренс Гордон                    |                    |
| 2011.               | Без обавеза                              |               | др Стивен Мецнер                    |                    |
| 2011.               | Пустоловине Тинтина: Тајна једнорога     |               | пилот                               |                    |
| 2011.               | Нова година у Њујорку                    |               | Стенов доктор                       |                    |
| 2013.               | Лоше понашање                            |               | Џозеф Стивенс                       |                    |
| 2013.               | Лига правде: Временски парадокс          |               | Аквамен                             |                    |
| 2014.               | Космос: Просторно-временска одисеја      |               | Едмунд Халеј / Роберт Хук           | ТВ серија, гласови |
| 2014—2016.          | Породични човек                          |               | Доктор Вотсон                       | ТВ серија, гласови |
| 2015—2016.          | Софија Прва                              |               | принц Родерик / Базил               | ТВ серија, гласови |
| 2019.               | Црни Божић                               |               | професор Гелсон                     |                    |
| 2019.               | Чудније ствари                           |               | мајор Лари Клајн                    | ТВ серија          |
| 2020.               | Кејти Кин                                |               | Лео Лејси                           | ТВ серија          |
| 2021.               | Несвета                                  |               | епископ Гајлс                       |                    |
| 2023.               | Операција Фортуна: Превара века          |               | Нејтан Џасмин                       |                    |
| 2023.               | Немогућа мисија: Одмазда — Први део      |               |                                     |                    |